# Sol-klima-teorien
 Denne artikel bør gennemlæses af en person med fagkendskab for at sikre den faglige korrekthed.

Sol-klima-teorien er en teori om solens påvirkning af jordens klima, blandt andet i forbindelse med global opvarmning. Danmarks Meteorologiske Institut og Dansk Rumcenter er nogle af de vigtigste bidragydere til forskningen i disse emner. En kendt forsker på området og fortaler for sol-klima-teorien er astrofysikeren Henrik Svensmark.
Jordens klima er i høj grad afhængigt af solens indstråling, men sol-klima-spørgsmålet drejer sig om, hvorvidt ændringer i jordens klima primært skyldes ændringer i solens aktivitet.
Der skelnes mellem indre og ydre klimapåvirkninger. Til de vigtigste ydre årsager hører solens indflydelse og indflydelsen fra vulkanisme, idet svovl fra vulkaner kan ende i den øverste atmosfære, hvor det i nogle år afkøler jordens klima ved at reflektere solens stråler. Hvis solens indflydelse er variabel, kan man forvente at spore indflydelsen på f.eks. jordens middeltemperatur. Mekanismerne, hvorved solen kan indvirke på klimaet, omfatter variationer i solindstrålingen, men også andre mekanismer, som ikke er relateret til sollyset selv.
Sol-klima-teorien er, ligesom andre klimateorier, politisk kontroversiel, da teorierne spiller en stor rolle for hvordan man skal forholde sig til global opvarmning.
Selv de danske solforskere erkendt at de globale temperatur stigninger i det mindste siden ca. 1980 ikke hænger sammen med ændret sol aktivitet. 